# Menlyn Park
El Menlyn Park es un centro comercial en la ciudad de Pretoria, en Sudáfrica, con una superficie total de 118.253 metros cuadrados. Está situado en la esquina de Lois Avenue y Atterbury Road, cerca de la N1 de  la autopista Johannesburgo - Polokwane.